# Langebro (sang)
 For alternative betydninger, se Langebro (flertydig). (Se også artikler, som begynder med Langebro)
Langebro er en sang fra 1971 skrevet og indspillet af den danske gruppe Gasolin'. Den udkom på albummet Gasolin' (Gas 1) fra samme år og er samtidig bandets allerførste nummer med dansk tekst. Melodien stammer fra den engelsksprogede folkesang "Geordie" (trad.), som den amerikanske sanger og guitarist Joan Baez havde et hit med i 1962.
Sangen regnes i dag som et markant nummer på Gas 1 og hører ifølge flere anmeldere til blandt bandets bedste sange nogensinde. Journalisten og forfatteren Erik Jensen ser "Langebro" som en åndelig og musikalsk bro fra 1960'ernes optimisme og fest til 1970'ernes mentale tømmermænd og depressive fornemmelse. Samtidig bygger sangen bro mellem rock og folkemusik. Disse aspekter holder ifølge Jensen sangen frisk og gør den tidsløs.

## Sangens historie
I forsommeren 1971 rejste medlemmerne af Gasolin' til bandets øvelejr på Mors i Nordjylland, hvor man havde et sommerhus til rådighed. Uenigheder og til tider raseri prægede dog stemningen, især mellem Kim Larsen og Franz Beckerlee, og på et tidspunkt fik den nye trommeslager Søren Berlev nok af skænderierne og forlod området i frustration, men blev dog hentet tilbage og forsonet med de andre. Et af de større stridspunkter var, om Gasolin' fremover skulle synge på dansk eller engelsk. I sidste ende måtte den daværende nye producer Poul Bruun skære igennem og kræve, at bandet skulle udgive deres første plade på dansk, hvis de fortsat ønskede et samarbejde med ham og pladeselskabet.
Kravet om at gøre Gas 1 dansksproget huede ikke bandets leadguitarist Franz Beckerlee, der mente rock'n'roll-sproget var amerikansk-engelsk, da genren stammede fra USA. Kim Larsen var uenig og fastholdt kravet om at synge på dansk, hvilket sendte Beckerlee ud på gaden i depressivt humør. I to dage gik han rundt for sig selv i København i regnvejr, inden han småsyg blev samlet op af de andre i bil ved Rundetårn. Stemningen var dårlig, da bandet efterfølgende i silende regn kørte mod et sommerhus i Rørvig ved Nykøbing Sjælland for at skrive danske tekster og komponere den del af musikken, de endnu manglede.
Kim Larsen havde som helt ung guitarist i 1960'erne lyttet til pladen Joan Baez in Concert og var blevet begejstret for folkesangen "Geordie". De første linjer i sangen lyder: "As I walked over London Bridge, one misty morning early …". Ugen inden tekstsessionen havde Larsen været på vej hjem fra et værtshusbesøg på Laurits Betjent og havde ved Knippelsbro set en ca. 40-årig kvinde stå og græde. I sin beruselse var han gået forbi hende uden bekymring, men fortrød efterfølgende og vendte sig om et stykke ude på broen, hvor han dog kunne se, at hun for længst var gået videre. I sommerhuset foreslog Larsen nu linjen "Da jeg gik ud over Knippelsbro en tidlig mandag morgen", men de andre fik ændret "Knippelsbro" til det (ifølge dem) mere sangbare "Langebro". Beckerlee havde ofte set de lokale drankere stå og drikke i en port på Christianshavn, som han kaldte "Dæmonernes port", og på denne måde opstod verset, "Jeg gik forbi Dæmonernes port, ud for Kofoeds Skole, der stod en flok og drak sig ihjel". Wili Jønsson fik inspirationen til tredje vers ved at have set religiøse folk missionere på Strøget i København og høre deres udsagn om at "Jorden går under i dag". Efterhånden som varmen fra sommerhusets pejs nåede ud i stuen, dukkede alle versene op af sig selv., og ifølge Jønsson, endte "Langebro" med at blive en meget velfungerende sang, indeholdende én af de stærkeste tekster på Gas 1.

## Indspilningen
"Langebro" blev indspillet i Rosenberg-studiet (Nordvestkvarteret) i løbet af høj- og sensommeren 1971. Foruden bandet og lydteknikeren Freddy Hansson, var også direktør for CBS i Danmark Sture Lindén og fra samme selskab producer Poul Bruun. Ud over producerdelen stod de to CBS-repræsentanter ligeledes for papirarbejdet, opretholdelsen af mødedisciplinen og for mad- og ølforsyninger til bandet.
Franz Beckerlee har fortalt, at sangen, trods enighed om såvel instrumenteringen som det tekstmæssige, ikke rigtigt fungerede musikalsk til at begynde med i studiet. Nummeret var en overgang tæt på ikke at komme i betragtning til Gas 1, indtil ét af medlemmerne ved slutningen af en senere studiesession foreslog, at spille sangen en gang til og optage den i ét take. Bandet fulgte rådet, og resultatet blev så tilfredsstillende, at "one-take"-versionen øjeblikkeligt kom med på pladen og ikke længere voldte musikalske problemer fremadrettet.

## Udgivelsen og eftertiden
"Langebro" udkom sammen med albummet Gas 1 i november 1971 og som singlen "Langebro"/"Lilli-Lilli" i 1972.. Efterfølgende har bandet udtrykt stor tilfredshed sangen. Wili Jønsson betragter "Langebro" som "et utroligt vellykket nummer ..(-).. den siger meget om den bydel, vi boede i, og den er ligefrem", mens Beckerlee mener, "[at] 'Langebro' var en markant sang for os .. jeg tror, vi instinktivt vidste, at her var et nummer, som var rigtigt godt."
Flere anmeldere har gennem tiden udtrykt deres begejstring for nummeret, bl.a. den afdøde musikanmelder Torben Bille: "[sangen] er den dag i dag mageløs. Den er med sikker, økonomisk disponeret kameragang filmisk fortællende, så dit sind åbner en biograf, mens du lytter og har det, som man nu har det, når man betragter verden og dens skæbner."
Anmelderen Klaus Lynggaard skriver: "Alt ved den sang er godt, arrangementet sidder lige i skabet, det senere så højt berømmede korarbejde er på plads, og Larsen leverer sin første store overbevisende indsats som rocksanger. Det er ikke til at høre, at forlægget er en folkesang. Der her er en vaskeægte rockballade."
Også tegneren og forfatteren Peder Bundgaard roser sangen: "De [Gasolin'] fik succes, fordi de skrev gode sange, og fordi de var troværdige. "Langebro" handler om Christianshavn, hvor de selv boede. Det er en poetisk, både øm og bramfri stemningsbeskrivelse af Dronningensgade, Dæmonernes port, Kofoeds Skole og Christianshavns Torv."
Siden Gasolin'-tiden har flere danske solister og bands spillet og indsunget coverversioner af "Langebro", bl.a. Sort Sol, Love Shop og Lorenzo Woodrose.

## Medvirkende
Følgende er en liste over de personer der var med til at indspille sangen:
- Kim Larsen – Sang, kor
- Franz Beckerlee – El-guitar, kor
- Wili Jønsson – El-bas, kor
- Søren Berlev - Trommer

## Teknik og management
- Freddy Hansson – Lydtekniker
- Poul Bruun – Producent (overordnet og praktisk ansvar for produktionen)
- Sture Lindén – Producent og direktør (overordnet og praktisk ansvar for produktionen)

## Eksternt link
- "Langebro" fremført af Gasolin' i 1971, youtube.com
- Singlen "Langebro"/"Lilli-Lilli", discogs.com